# Hervormde kerk (Muntendam)
De Hervormde kerk is een eenvoudige zaalkerk met bescheiden dakruiter in de Groningse plaats Muntendam. In 1973 werd de kerk aangewezen als rijksmonument.
De kerk werd in 1840-41 gebouwd mede dankzij een subsidie uit Den Haag. Boven de voorgevel wordt het bouwjaar vermeld. In de dakruiter werd een luidklok gehangen waarvan het brons afkomstig was van een klok uit het Olde Convent in Groningen. Deze, gegoten in 1470, werd in 1843 omgesmolten tot de huidige klok.
De kerk kreeg in 1863 een tweeklaviersorgel, gebouwd door Petrus van Oeckelen. Het is in 2004 gerestaureerd.
Het kerkgebouw is eigendom van, en in gebruik bij, de plaatselijke PKN-gemeente.

## Externe link

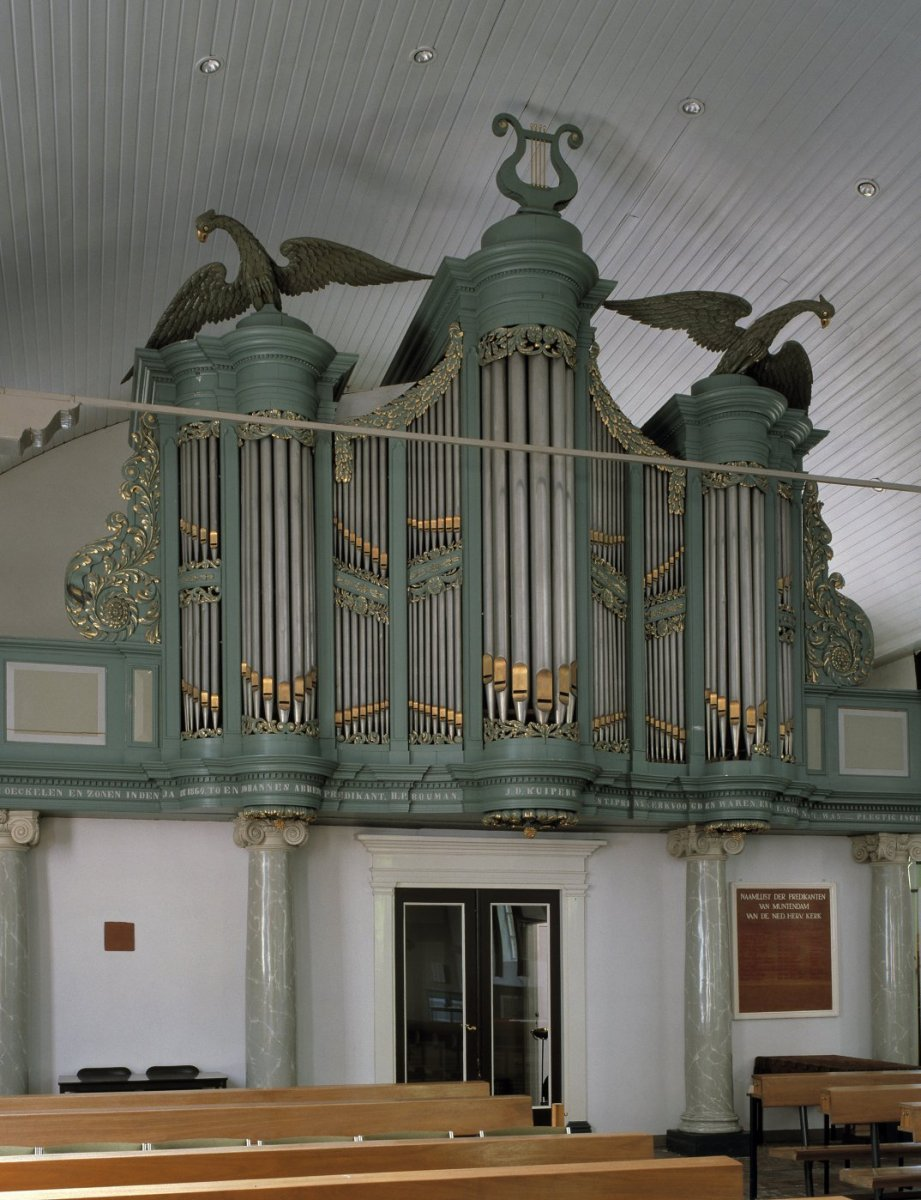
Het orgel